# The Midnight Club
The Midnight Club est une série télévisée américaine en dix épisodes d'environ 55 minutes, créée par Mike Flanagan et Leah Fong et mise en ligne le 7 octobre 2022 sur la plateforme Netflix.
Il s'agit de l'adaptation du roman pour jeunes adultes The Midnight Club de Christopher Pike (1994).

## Synopsis
À Sacramento en 1994, on diagnostique à Ilonka un cancer de la thyroïde quelques mois avant ses 18 ans. Elle a alors d'étranges visions d'horreur. En phase terminale, elle décide d'intégrer le centre de soins palliatifs de Brightcliffe, malgré les réticences de son père adoptif. Cet hospice est dirigé par une médecin plutôt étrange, le Dr Georgina Stanton.
Peu après son arrivée, Ilonka découvre que sept autres pensionnaires du centre participent au Midnight Club : ils se retrouvent dans la bibliothèque toutes les nuits, vers minuit, pour se raconter des histoires effrayantes malgré le couvre-feu en vigueur dans l'établissement. Au sein du club, une promesse est alors faite : celui qui mourra le premier devra, s'il le peut, envoyer un signe aux autres.

## Distribution

### Acteurs principaux
- Iman Benson (en) (VF : Esthèle Dumand) : Ilonka
- Igby Rigney (VF : Alexandre De Caro) : Kevin
- Ruth Codd (VF : Soizic Fonjallaz) : Anya
- Aya Furukawa (VF : Tiffanie Jamesse) : Natsuki
- Adia (VF : Charlotte d'Ardalhon) : Cheri
- Annarah Cymone (VF : Justine Berger) : Sandra
- William Chris Sumpter (VF : Yoann Borg) : Spencer
- Sauriyan Sapkota (VF : Romain Altché) : Amesh
- Heather Langenkamp (VF : Marianne Leroux) : Dr Georgina Stanton
- Zach Gilford (VF : Pascal Nowak) : Mark, l'infirmier
- Samantha Sloyan (VF : Emmanuelle Bodin) : Shasta / Julia Jayne
- Matt Biedel (VF : Philippe Bozo) : Tim Pawluk, le père adoptif d'Ilonka.

### Acteurs secondaires
- Emilija Baranac (VF : Valérie Bachère) : Katherine / Nancy
- Daniel Diemer (en) (VF : Antoine Escallon) : Rhett / Bill
- Katie Parker (VF : Pauline de Meurville) : Regina « Aceso » Ballard
- Larsen Thompson (en) (VF : Anouck Hautbois) : Julia Jayne, jeune
- Crystal Balint (VF : Christèle Billault) : Maggie, la mère adoptive d'Ilonka
- Jenaya Ross : Tristan
- William B. Davis et Patricia Drake (en) : des fantômes dans les visions d'Ilonka.
- Henry Thomas : Freedom Jack, un personnage de l'histoire du Midnight Club de Natsuki.
- Alex Essoe : Poppy Corn, un personnage de l'histoire du Midnight Club de Natsuki.
- Rahul Kohli : Vincent, un personnage de l'histoire du Midnight Club d'Amesh.
- Michael Trucco : Frederick, un personnage de l'histoire du Midnight Club d'Amesh.

 Source et légende : version française (VF) sur RS Doublage , DSD-Doublage et les cartons du doublage français.

## Production

### Développement
En mai 2020, il a été annoncé qu'une adaptation du roman pour jeunes adultes The Midnight Club de Christopher Pike serait créée pour Netflix par Mike Flanagan et Leah Fong.
Le 1er décembre 2022, la série est annulée.

### Fiche technique
Sauf indication contraire, les informations mentionnées dans cette section peuvent être confirmées par la base de données cinématographiques IMDb,  présente dans la section « Liens externes ».
- Titre original et français : The Midnight Club
- Création : Mike Flanagan et Leah Fong, d'après le livre jeunesse The Midnight Club de Christopher Pike
- Réalisation : Mike Flanagan (2 épisodes), Axelle Carolyn (2 épisodes), Michael Fimognari (2 épisodes), Viet Nguyen (2 épisodes), Morgan Beggs (1 épisode) et Emmanuel Osei-Kuffour (1 épisode)
- Scénario : Mike Flanagan et Leah Fong
- Musique : The Newton Brothers
- Direction artistique : Luis Sidonio (directeur artistique), Courtney Stockstad et Doris Deutschmann
- Décors : Mark Lane
- Costumes : Terry Anderson et Gabrielle de Barry
- Montage : Brian Jeremiah Smith (4 épisodes), Bryon Smith (4 épisodes) et Lucy Donladson (2 épisodes)
- Casting : J. J. Ogilvy, Anne McCarthy et Kellie Roy
- Production : Kathy Gilroy
- Production déléguée : Julia Bicknell, Mike Flanagan, Leah Fong, Trevor Macy, Christopher Pike
- Sociétés de production : Intrepid Pictures ; Téléfilm Canada
- Sociétés de distribution : Netflix
- Pays de production :  États-Unis /  Canada
- Langue originale : anglais
- Format : couleur - 2,00:1 - son Dolby Atmos
- Genre : horreur, mystère, fantastique, drame
- Durée : 49-58 minutes
- Date de première diffusion :
  - Monde : 7 octobre 2022 sur Netflix)

### Tournage
Le tournage commence le 15 mars 2021 à Burnaby, en Colombie-Britannique et se termine le 10 septembre,.

## Épisodes
1. Le Dernier Chapitre (The Final Chapter)
2. Les Deux Dana (The Two Danas)
3. Mauvais cœur (The Wicked Heart)
4. Embrasse-moi (Gimme a Kiss)
5. Le Costume (See You Later)
6. La Sorcière (Witch)
7. Anya (Anya)
8. Sans issue (Road to Nowhere)
9. L'Ennemi (The Eternal Enemy)
10. Minuit (Midnight)

## Accueil

### Critiques
Sauf indication contraire, les informations mentionnées dans cette section peuvent être confirmées par les bases de données cinématographiques IMDb et Allociné,  présentes dans la section « Liens externes ».
La première saison de la série reçoit des critiques plutôt positives aux États-Unis. Sur le site agrégateur de critiques Rotten Tomatoes, elle recueille 89 % de critiques positives sur la base de 53 critiques collectées, lui permettant d'obtenir le statut « frais », certificat de qualité du site.
Sur le site web Internet Movie Database (IMDb), la série recense à ce jour 17 267 notes, avec une note moyenne de 6.6⁄10.
Le site AlloCiné lui attribue une note moyenne de 3⁄5 pour 204 notes, dont 30 critiques, tandis que la presse lui attribue une note moyenne de 2.9⁄5 pour 8 critiques.

### Record
Le premier épisode de la série, Le Dernier Chapitre, détient le record du plus grand nombre de « jumpscares », au nombre de 21.